# Gerhard Stübe
Gerhard Stübe (* 6. November 1921 in Rostock; † 17. November 2006 ebenda) war ein deutscher Drehbuch- und Hörspielautor.

## Leben
Stübe kam aus einer Arbeiterfamilie, konnte aber in Rostock das Abitur machen. Ab 1940 nahm er als Soldat der Wehrmacht am Zweiten Weltkrieg teil. 1945/1946 war er Landarbeiter im Hunsrück und Geschäftsführer des Kulturbunds in Mölln. 1946 ging er zurück nach Rostock, arbeitete als Reisevertreter und freiberuflich journalistisch für die Lokalpresse und den Allgemeinen Deutschen Nachrichtendienst (ADN). Von 1947 bis 1951 war er Pressereferent des Oberbürgermeisters der Stadt Rostock. Ab 1951 arbeitete er beim Berliner Rundfunk als Redakteur in der Literaturabteilung, wo er auch als Rundfunkkritiker wirkte. Von 1953 bis 1956 leitete er die Literaturabteilung im Staatlichen Rundfunkkomitees. Ab 1956 war er freischaffender Schriftsteller.
Zu Ehren seines 100. Geburtstages fanden in seiner Heimatstadt verschiedene Gedenkveranstaltungen und Ausstellungen statt.

## Werke (Auswahl)

### Filmografie
- 1965: Der Staatsanwalt hat das Wort: Seriöser Erfinder sucht Teilhaber
- 1966: Der Staatsanwalt hat das Wort: Bummel-Benno
- 1966: Der Staatsanwalt hat das Wort: Am Mozartplatz
- 1967: Der Staatsanwalt hat das Wort: Meine Schwester
- 1968: Der Staatsanwalt hat das Wort: Störende Geräusche
- 1968: Der Staatsanwalt hat das Wort: Das Wochenendhaus
- 1969: Der Staatsanwalt hat das Wort: Auf der Rennbahn
- 1971: Der Staatsanwalt hat das Wort: Handelsrisiko
- 1972: Der Staatsanwalt hat das Wort: Der illegale Projektant
- 1973: Der Staatsanwalt hat das Wort: Wunder dauern etwas länger
- 1974: Der Staatsanwalt hat das Wort: Das Gartenfest
- 1976: Polizeiruf 110: Der Fensterstecher
- 1979: Polizeiruf 110: Die letzte Fahrt
- 1989: Polizeiruf 110: Der Fund

### Hörspiele
- 1957: mit Hans Busse: Der Schellenmann – Regie: Joachim Witte (Rundfunk der DDR)
- 1958: Das erste Wort – Regie: Helmut Hellstorff (Rundfunk der DDR)
- 1962: Das Südpoldenkmal – Regie: Fritz Göhler (Hörspiel – Rundfunk der DDR)
- 1964: Cicero contra Schellhase  – Regie: Helmut Molegg (Hörspiel – Rundfunk der DDR)
- 1967: John Reed. Dramatische Chronik in drei Teilen  – Regie: Fritz Göhler (Hörspiel – Rundfunk der DDR)

### Romane und Erzählungen
- Das große Beispiel. Ein Roman um Neithardt von Gneisenau. Verlag Das Neue Berlin, 1954
- Harakiri (1959, Erzählung)

### Herausgeberschaft
- L'intenationale. Faksimileausgabe des Autographs. Edition Peters, Leipzig, 1976 (mit Inge Lammel)